# Takastenus
Takastenus is een geslacht van insecten uit de orde vliesvleugeligen (Hymenoptera) en de familie Ichneumonidae.

## Soorten
- T. albomaculatus (Ashmead, 1905)
- T. annulipes (Brulle, 1846)
- T. bidentatulus (Szepligeti, 1916)
- T. bituberculatus (Cameron, 1905)
- T. djampangensis (Betrem, 1941)
- T. evagatus (Tosquinet, 1903)
- T. javanus (Szepligeti, 1908)
- T. longidentatus Uchida, 1931
- T. nigripes (Betrem, 1941)
- T. octobalteatus (Cameron, 1907)